# Arthur Streeton

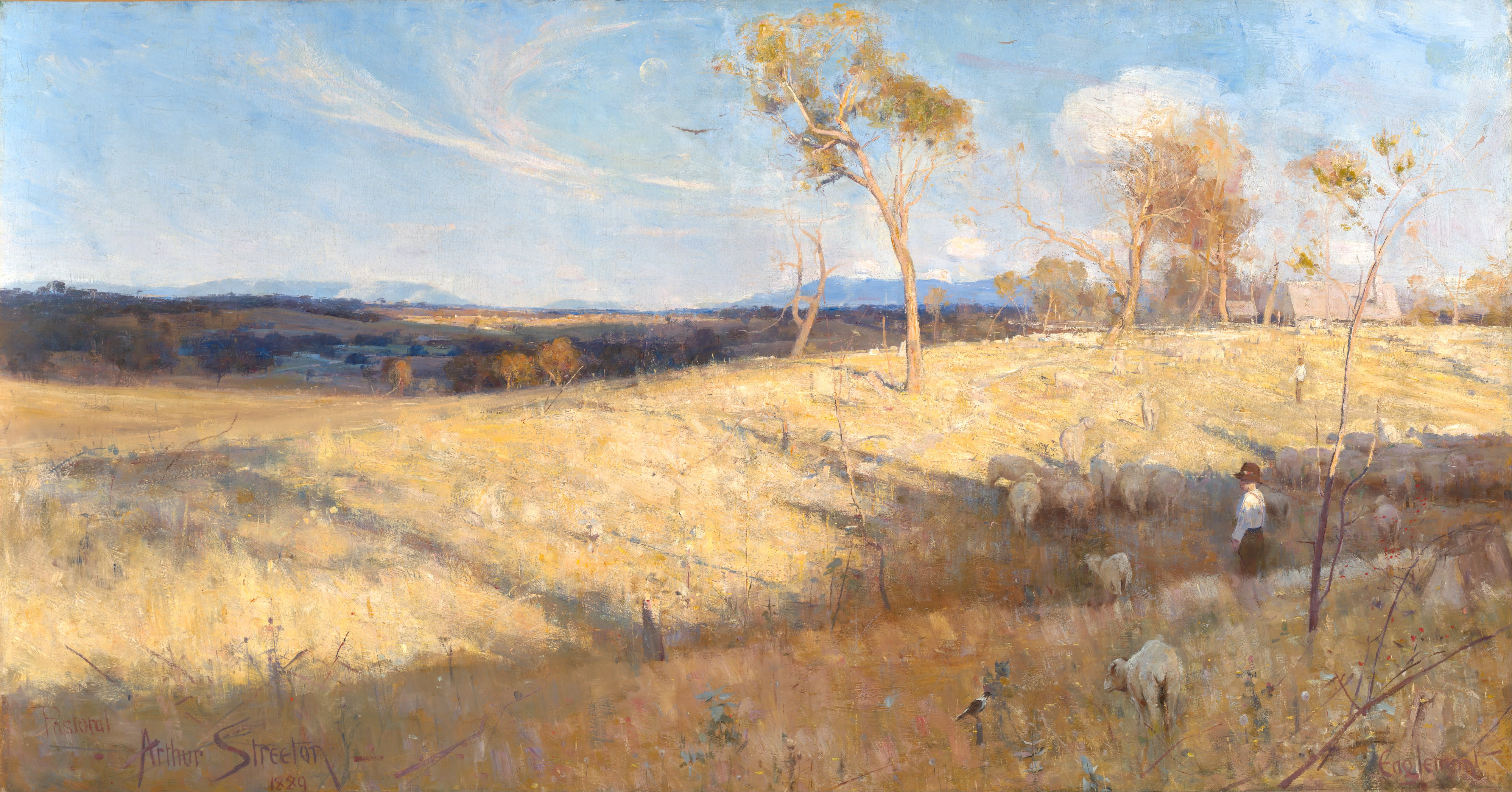
Golden Summer, Eaglemont (1889).

Sir Arthur Ernest Streeton (né le 8 avril 1867 - mort le 1er septembre 1943) est un peintre australien, né à Duneed, dans l'État de Victoria. C'est une figure importante de l'Heidelberg School, l'école australienne de peinture impressionniste, apparue à la fin du XIXe siècle.
Au cours de l'été 1886, Streeton rencontre le peintre australien Tom Roberts à Mentone, près de Melbourne. Voyant ses travaux "pleins de lumière et d'air", Roberts lui demande de rejoindre un groupe de peintres Frederick McCubbin fait partie. En 1889, ces peintres, dits de l'école de Heidelberg, exposent leurs œuvres à Melbourne. L'exposition est une réaction de jeunes artistes à la peinture traditionnelle de l'époque victorienne.
Son Golden Summer (1889) est présenté à l'Académie royale des Arts de Londres en 1891, puis au Salon des artistes français de Paris en 1892, où il obtient une mention très honorable. Aujourd'hui, le tableau est exposé à la National Gallery of Australia, à Canberra.
En 1915, Streeton est enrôlé dans le service de santé de l'armée australienne. Il est nommé artiste officiel de guerre en 1918 et fait deux séjours  sur le front en France. Critique d'art pour le quotidien de Melbourne The Argus, Streeton défend très tôt Hans Heysen et Norman Lindsay mais il ne se montre pas réceptif aux mouvements d'avant-garde.
Il se marie en 1908 avec la violiniste canadienne Nora Clench.
Il poursuit sa collaboration de critique d'art dans "The Argus" de 1929 à 1935. 
Il est fait chevalier en 1937.
Ses œuvres se trouvent essentiellement dans des musées australiens comme le Mémorial australien de la Guerre à Canberra, la National Gallery of Victoria, l'Art Gallery of New South Wales et la National Gallery of Australia.

## Galerie

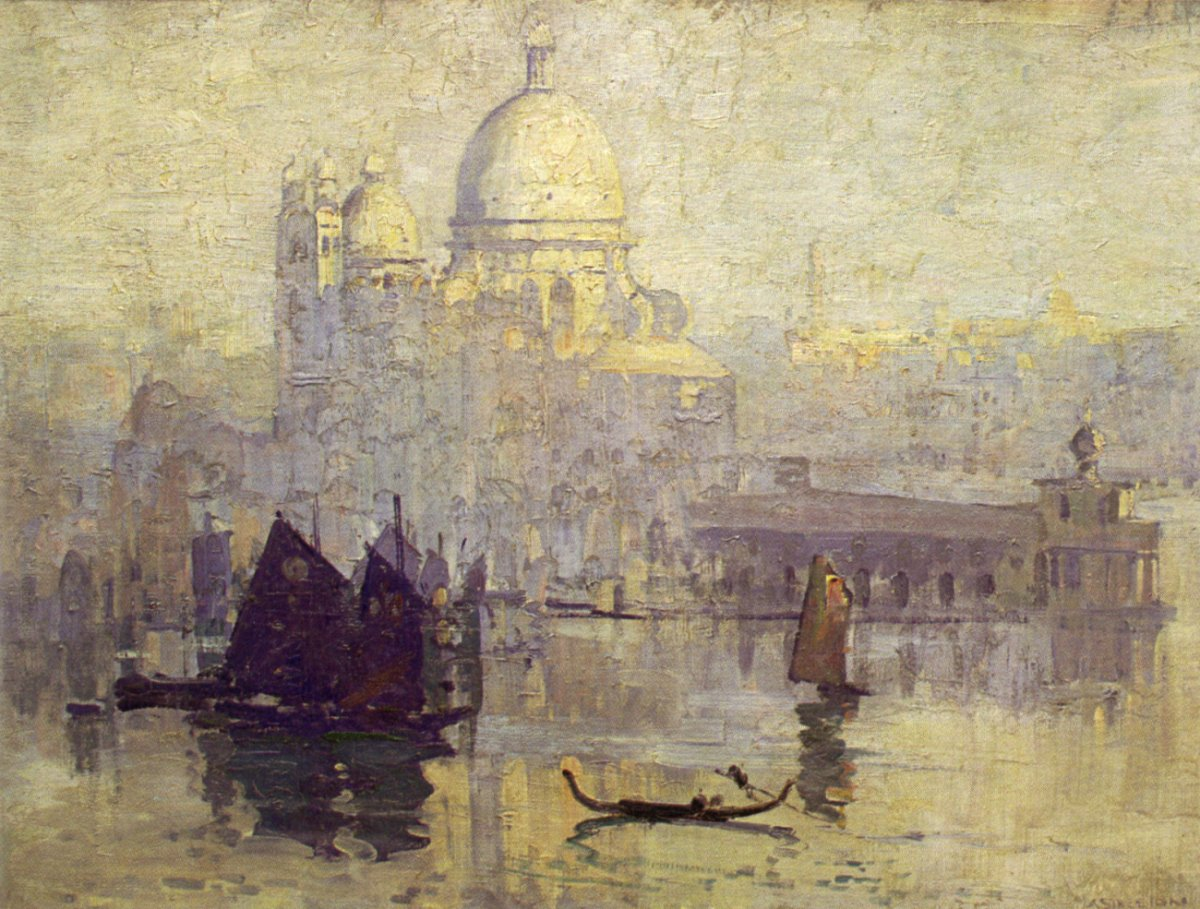
Lever de soleil sur Santa Maria della Salute, Venise, 1908.
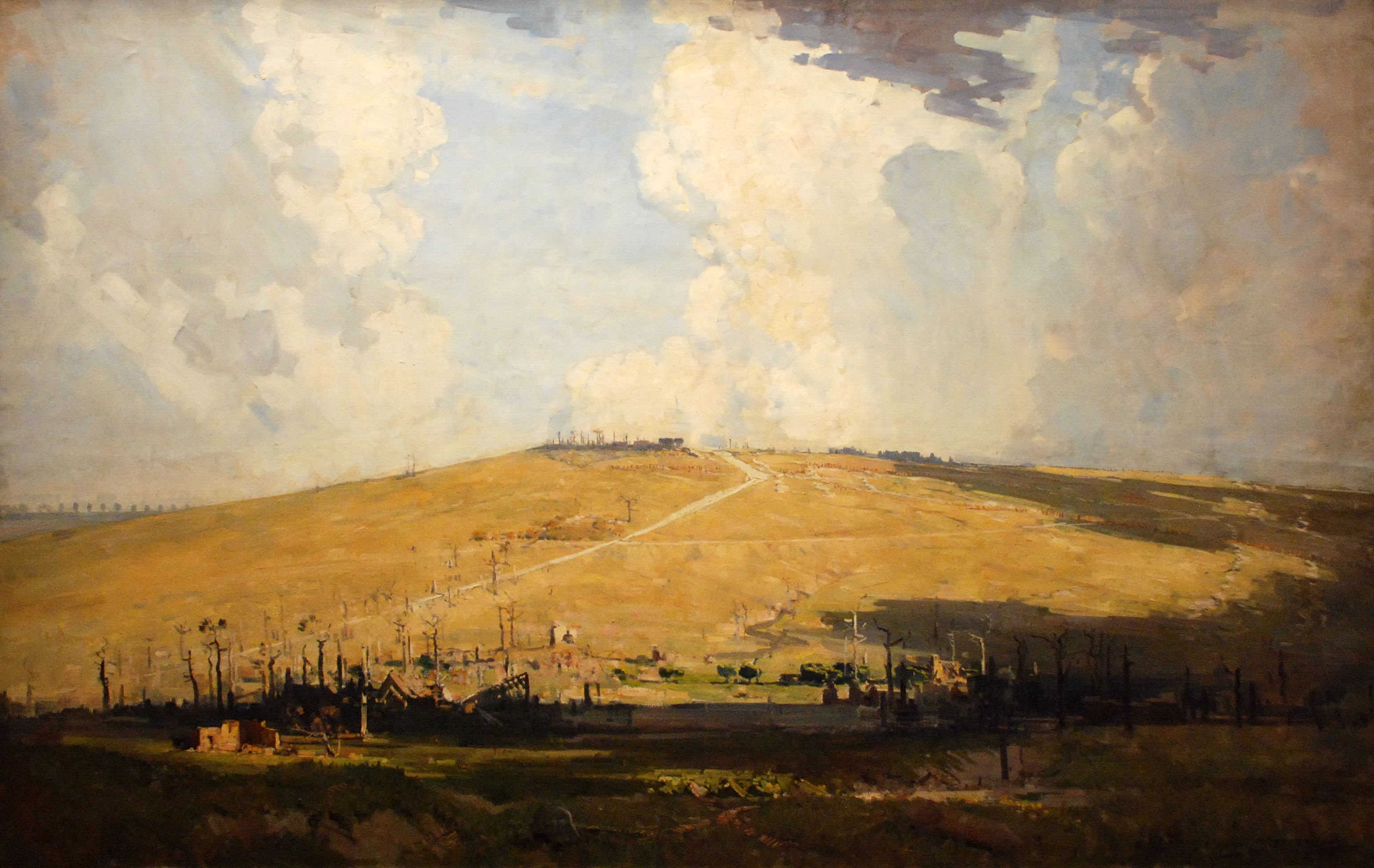
Le mont Saint-Quentin, 1919.
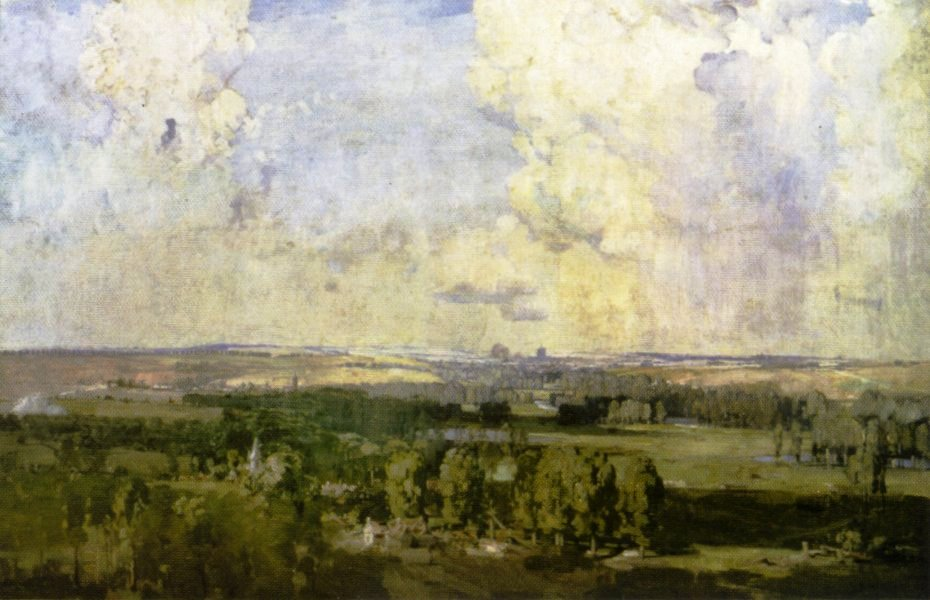
Amiens, la clé de l'Ouest, 1918.